# 592170 Arkadyinin
592170 Arkadyinin è un asteroide della fascia principale interna. Scoperto nel 2011, presenta un'orbita caratterizzata da un semiasse maggiore pari a 2,295754 UA e da un'eccentricità di 0,098374, inclinata di 6,732723° rispetto all'eclittica.